# Jurassic Park Rapids Adventure
Jurassic Park Rapids Adventure is een rapid river in het attractiepark Universal Studios Singapore. De wildwaterbaan staat in het themagebied The Lost World en is geopend op 18 maart 2010, tegelijk met het attractiepark zelf.
Het concept van de attractie is gelijk aan dat van de attractie Jurassic Park: The Ride en de overige drie Universal resorts. Echter hebben deze een ander transportsysteem.
De attractie staat in het teken van de films omtrent Jurassic Park. De boten varen over een rivier. Langs de rivier is allerlei beplanting te vinden en staan animatronics van dinosauriërs opgesteld. Tegen het einde van de rit varen de boten een gebouw in. Hier bevindt zich een animatronic van een dinosauriër die het idee wekt de bezoekers aan te willen vallen. Kort daarop glijden de boten via een 12,2 meter hoge afdaling het gebouw uit.

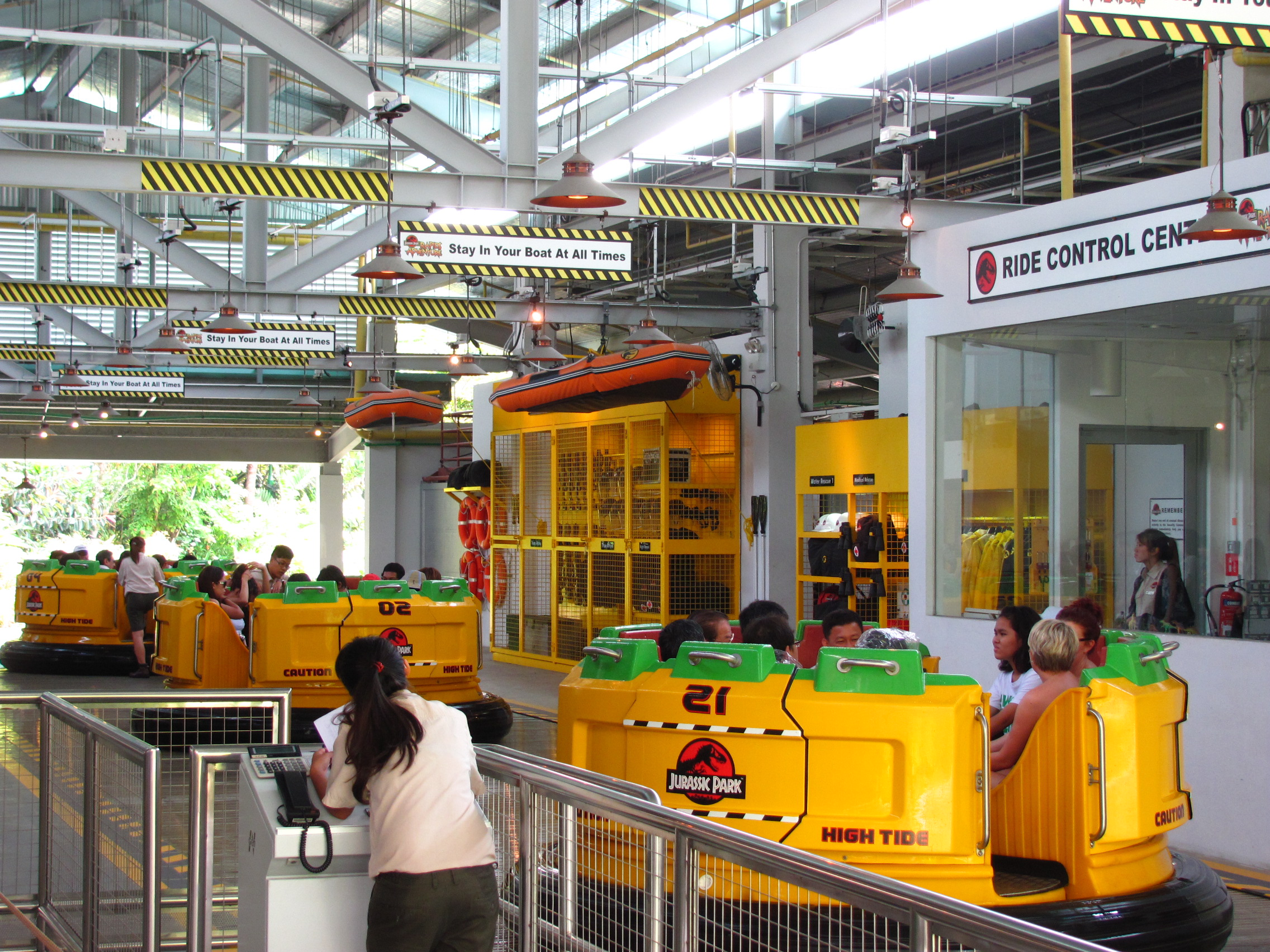
Station